# Сифонофоры
Сифонофоры (лат. Siphonophorae, Siphonophora) — отряд пелагических стрекающих из класса гидроидных (Hydrozoa). Половозрелые стадии представляют собой колонию с высоким полиморфизмом составляющих её зооидов. В жизненном цикле сифонофор отсутствует ярко выраженное чередование поколений, характерное для многих других гидроидных. Известно около 160 видов, обитающих преимущественно в тропических морях. К сифонофорам относится ряд ядовитых форм, смертельно опасных для человека, например, португальский кораблик (Physalia physalis).

## Строение зрелой колонии
Обитание в толще воды и очень сложное строение колонии привели к возникновению путаницы в применении к сифонофорам анатомических терминов. Данная статья основывается на последней ревизии терминов, проведённой Стивеном Хэддоком и соавторами в 2005 году.

### Структура колонии
Колония сифонофоры может достигать нескольких десятков метров в длину. Рекордная длина составила 48 метров, колония была обнаружена в глубоководном каньоне у западного побережья Австралии в 2020 году. Интеграцию обеспечивает ствол колонии (англ. stem), который гомологичен ценосарку других гидроидных. Как и обычный ценосарк, он представляет собой трубку, внутри которой проходит общая пищеварительная система колонии. Стенка этой трубки состоит из двух однослойных эпителиев: покрывающего наружную поверхность эпидермиса и выстилающего кишечную трубку гастродермиса; между эпителиями располагается тонкая прослойка неклеточного вещества — мезоглеи. От ствола отходят зооиды — различные функциональные единицы колонии, гомологичные полипам или медузам.
Ось, заданная стволом колонии, соответствует орально-аборальной оси личинки. Гомологичный оральному полюсу личинки конец называют задним, противоположный — передним. Вдоль этой оси в теле колонии выделяют три отдела: пневматофор, нектосому и сифосому (перечислены спереди назад). Все три отдела, однако, представлены только в подотряде Physonectae (см. ниже).

### Пневматофор
Пневматофор или поплавок — видоизменённый передний конец колонии, содержащий газовую полость (заполненное газом эктодермальное впячивание, изолированное от окружающей среды сфинктером). Этот газ выделяют клетки газовой железы (пневмадены), расположенной на дне впячивания. Даже у нейстонных видов (обитающих на поверхности воды) его состав существенно отличается от атмосферного воздуха. В частности, в газовой полости очень высока концентрация углекислого и угарного газов: у глубоководных видов концентрация угарного газа может доходить до 90 %.
Основная функция пневматофора состоит в регуляции плавучести. При сокращении его стенок воздух из газовой полости выдавливается, так что колония погружается на глубину. Выделение пневмаденой газа, напротив, раздувает пузырь и увеличивает общую плавучесть. Известно, что в роли стимула к погружению может выступать сильное волнение моря. Ещё одну функцию выполняет пневматофор у нейстонных видов, таких как португальский кораблик (Physalia physalis). У них он выступает над поверхностью воды и может работать аналогично парусу.
Представителями подотряда Calycophorae пневматофор утрачен.

### Нектосома и сифосома
Под пневматофором расположено несколько плавательных колоколов. За счёт сокращения куполов их зонтиков колония способна передвигаться независимо от волнения моря или течений. Ниже на стволе располагаются многочисленные особи, обеспечивающие захват добычи и питание колонии. Некоторые из них имеют ловчие нити (арканчики), достигающие более 10 метров в длину. Полый ствол соединяет кишечные полости всех особей, входящих в состав колонии, обеспечивая доставку к ним питательных веществ. Кроме этого, на стволе колонии находятся видоизменённые медузы, продуцирующие половые клетки.

## Размножение и развитие
У одних видов сифонофор встречаются только раздельнополые колонии, у других — только обоеполые. У некоторых видов медузы отпочковываются (Marrus orthocanna), что приводит к чередованию поколений. Развитие происходит с метаморфозом.

## Таксоны
- Подотряд Calycophorae
  - Abylidae Agassiz, 1862
  - Clausophyidae Totton, 1965
  - Diphyidae Quoy & Gaimard, 1827
  - Hippopodiidae Kölliker, 1853
  - Prayidae Kölliker, 1853
  - Sphaeronectidae Huxley, 1859
  - Tottonophyidae Pugh, Dunn & Haddock, 2018
- Подотряд Cystonectae
  - Physaliidae Brandt, 1835
  - Rhizophysidae Brandt, 1835
- Подотряд Physonectae
  - Agalmatidae Brandt, 1834
  - Apolemiidae Huxley, 1859
  - Cordagalmatidae Pugh, 2016
  - Erennidae Pugh, 2001
  - Forskaliidae Haeckel, 1888
  - Physophoridae Eschscholtz, 1829
  - Pyrostephidae Moser, 1925
  - Resomiidae Pugh, 2006
  - Rhodaliidae Haeckel, 1888
  - Stephanomiidae Huxley, 1859 Physonectae (состоящие из кладов Calycophorae и Euphysonectae), Pyrostephidae и Apolemiidae.